# Monoclona
Monoclona is een muggengeslacht uit de familie van de paddenstoelmuggen (Mycetophilidae).

## Soorten
- M. braueri (Strobl, 1895)
- M. conspicua Zaitzev, 1983
- M. floridensis Fisher, 1946
- M. furcata Johannsen, 1910
- M. orientalis Zaitzev, 1983
- M. rufilatera (Walker, 1837)
- M. silvatica Zaitzev, 1983
- M. simplex Garrett, 1925